# Die Zukunft ist ein einsamer Ort
Die Zukunft ist ein einsamer Ort (internationaler Titel: Future is a Lonely Place) ist ein deutsches Gefängnisdrama unter der Regie von Martin Hawie und Laura Harwarth, die gemeinsam auch das Drehbuch verfassten. Der Film feierte seine Weltpremiere 2021 beim Internationalen Filmfestival Shanghai und war dort für den Golden Goblet Award in der Kategorie bester Film nominiert. Die deutsche Premiere fand im selben Jahr beim Film Festival Cologne statt.

## Handlung
Nach einem völlig unerwarteten Überfall auf einen Geldtransporter lässt sich der Täter Frank widerstandslos festnehmen. Er kommt ins Gefängnis und trifft dort auf den Drogendealer Fuad, der für den Tod von Franks Frau und Tochter verantwortlich ist, da er damals einen Verkehrsunfall verursachte und Fahrerflucht beging. Ein Messerattentat auf ihn schlägt jedoch fehl. Die Wärterin Susanna, die genauso tief im Dealer-Sumpf steckt, entwickelt hingegen Gefühle für Frank. Susanna ermöglicht die Flucht mit den beiden aus dem Gefängnis. Als Unterschlupf dient eine Waldhütte, neben der Frank eine Grube aushebt. Er zwingt Fuad hinein und schüttet diese zu. Susanna sucht nach Fuad und beginnt sofort an der Stelle zu graben. Sie kann Fuad retten, doch Frank tötet ihn mit einem Stein.

## Kritik
Rouven Linnarz urteilt bei film-rezensionen.de: „‚Die Zukunft ist ein einsamer Ort‘ ist eine Mischung aus Rache- und Gefängnisdrama. Laura Harwarths und Martin Hawies Film überzeugt durch seine Darsteller sowie die Figurenzeichnung, kann seine Geschichte aber nicht zu einem zufriedenstellenden Schluss bringen.“

## Auszeichnungen
- Internationales Filmfestival Shanghai 2021: Nominierung für den Golden Goblet Award, Kategorie: Bester Film[3]
- Rome Independent Film Festival 2021: Nominierung für die Kategorie bester international Film: Lobende Erwähnung der Jury[4]